# Bob Bergloff
Robert K. Bergloff (Dickinson, Észak-Dakota, 1958. július 26. –) amerikai profi jégkorongozó.

## Karrier
Junior karrierjét a Bloomington Junior Starsban kezdte 1976-ban. 1977-ben a University of Minnesotára iratkozott be és négy szezont játszott itt. Közben az 1978-as NHL-amatőr drafton a Minnesota North Stars kiválasztotta a hatodik kör 87. helyén. 1979-ben országos bajnokok lettek az egyetemi csapatok között. 1981-ben az egyetem után az IHL-ben (Toledo Goaldiggers) és a CHL-ben (Nashville South Stars) játszott. 1982-ben szinte egy teljes szezont játszott a CHL-es Birmingham South Starsszal mikor a Minnesota North Stars felhívta őt játszani az NHL-be kettő mérkőzésre. Az NHL-es élmény után két szezont játszott a CHL-es és IHL-es Salt Lake Golden Eaglesben, majd egy idényt az AHL-es New Haven Nighthawksban. Játszott még Hollandiában és Angliában. Végül 1988-ban vonult vissza.